# (28120) 1998 SX72
A (28120) 1998 SX72 a Naprendszer kisbolygóövében található aszteroida. Eric Walter Elst fedezte fel 1998. szeptember 21-én.